# وايلد ات هارت (فلم)
الحياة البرية في القلب (بالإنجليزية: Wild at Heart) هو فيلم جريمة تم إنتاجه في الولايات المتحدة وصدر في سنة 1990. الفيلم من إخراج ديفيد لينش من بطولة نيكولاس كيج ولورا ديرن وويليم دافو وكريسبين غلوفير وإيسابيلا روسوليني.

## الميزانية والإيرادات
بلغت تكلفة إنتاج الفيلم حوالي 10 ملايين دولار بينما حقق أرباحا تقدر بـ 14560247 دولار.

## وصلات خارجية
- مقالات تستعمل روابط فنية بلا صلة مع ويكي بيانات